# Viola tuvinica
Viola tuvinica là một loài thực vật có hoa trong họ Hoa tím. Loài này được Vl.V.Nikitin mô tả khoa học đầu tiên năm 2002.